# Krastavac (biljni rod)
Krastavac (lat. Cucumis), biljni rod iz porodice tikvovki (Cucurbitaceae) kojemu pripada preko 60 vrsta uresnog i korisnog, uglavnom jednogodišnjeg raslinja, čiji su najvažniji predstavnici krastavac i dinja, te malo manje poznat kivano krastavac i Zapadnoindijski krastavac (C.anguria). 
Ime roda cucumis bilo je ima za krastavac još kod antičkog rimskog pisca Marka Terencija Varona. Kako navodi Josip Karavla, hrvatski nazivi za ovaj rod su i krastavac i dinja.

## Opis:
Jednogodišnje ili višegodišnje zeljaste biljke koje se penju ili vuku, obično čekinjaste; jednodomne ili dvodomne. Vitice jednostavne.  x = 12.
Listovi jednostavni, lamina nazubljena ili duboko dlanasto režnjevita.
Cvjetovi uglavnom jednospolni. Muški cvjetovi pojedinačni ili u grozdovima od nekoliko cvjetova; ženski cvjetovi većinom pojedinačni, katkad u pazuhu s muškim. Hipantij zvonolikog oblika. Vjenčić duboko 5-režnjevit, žut. Prašnika 3, dva 2-lokularna, jedan 1-lokularni. Ženski cvjetovi obično s 3 staminoda. Jajnik okruglast, dlakav; ovula mnogo, horizontalno.
Plod elipsoidan, mesnat, indehiscentan, gladak i dlakav, često gol ili prekriven bodljama ili čekinjama; sjemenki mnogo, eliptične, stisnute.

## Rasprostranjenost
Svijet: c. 28 vrsta, uglavnom tropske i južne Afrike, također tropske Azije do Australije. Australija: c. 7 vrsta (1 vrsta možda domaća). Brojne vrste se široko uzgajaju, posebno C. sativus L. (krastavac) i C. melo L. (“kamene dinje”, dinje i “medonosne dinje”), a u manjoj mjeri C. metuliferus Naudin (rogati krastavac) i C. anguria L. (zapadnoindijski kornišon).

## Vrste
1. Cucumis aculeatus Cogn.
2. Cucumis aetheocarpus (C. Jeffrey) Ghebret. & Thulin
3. Cucumis africanus L. fil.
4. Cucumis afrotropicus H. Schaef.
5. Cucumis althaeoides (Ser.) P. Sebastian & I. Telford
6. Cucumis anguria L.
7. Cucumis argenteus (Domin) P. Sebastian & I. Telford
8. Cucumis asper Cogn.
9. Cucumis baladensis Thulin
10. Cucumis bryoniifolius (Merxm.) Ghebret. & Thulin
11. Cucumis canoxyi Thulin & Al-Gifri
12. Cucumis carolinus J. H. Kirkbr.
13. Cucumis cinereus (Cogn.) Ghebret. & Thulin
14. Cucumis clavipetiolatus (J. H. Kirkbr.) Ghebret. & Thulin
15. Cucumis costatus I. Telford
16. Cucumis debilis W. J. de Wilde & Duyfjes
17. Cucumis dipsaceus Ehrenb. ex Spach
18. Cucumis engleri (Gilg) Ghebret. & Thulin
19. Cucumis ficifolius A. Rich.
20. Cucumis globosus C. Jeffrey
21. Cucumis gracilis (Kurz) Ghebret. & Thulin
22. Cucumis hastatus Thulin
23. Cucumis heptadactylus Naudin
24. Cucumis hirsutus Sond.
25. Cucumis humofructus Stent
26. Cucumis hystrix Chakrav.
27. Cucumis indicus Ghebret. & Thulin
28. Cucumis insignis C. Jeffrey
29. Cucumis javanicus (Miq.) Ghebret. & Thulin
30. Cucumis jeffreyanus Thulin
31. Cucumis kalahariensis A. Meeuse
32. Cucumis kelleri (Cogn.) Ghebret. & Thulin
33. Cucumis kirkbridei Ghebret. & Thulin
34. Cucumis leiospermus (Wight & Arn.) Ghebret. & Thulin
35. Cucumis maderaspatanus L.
36. Cucumis meeusei C. Jeffrey
37. Cucumis melo L.
38. Cucumis messorius (C. Jeffrey) Ghebret. & Thulin
39. Cucumis metuliferus E. Mey. ex Schrad.
40. Cucumis myriocarpus Naudin
41. Cucumis omissus Thulin
42. Cucumis oreosyce H. Schaef.
43. Cucumis picrocarpus F. Muell.
44. Cucumis prophetarum L.
45. Cucumis pubituberculatus Thulin
46. Cucumis pustulatus Hook. fil.
47. Cucumis queenslandicus I. Telford
48. Cucumis quintanilhae R. Fern. & A. Fern.
49. Cucumis reticulatus (A. Fern. & R. Fern.) Ghebret. & Thulin
50. Cucumis rigidus E. Mey. ex Sond.
51. Cucumis ritchiei (C. B. Clarke) Ghebret. & Thulin
52. Cucumis rostratus J. H. Kirkbr.
53. Cucumis rumphianus (Scheff.) H. Schaef.
54. Cucumis sacleuxii Paill. & Bois
55. Cucumis sagittatus Peyr. ex Wawra & Peyr.
56. Cucumis sativus L.
57. Cucumis setosus Cogn.
58. Cucumis silentvalleyi (Manilal, T. Sabu & P. Mathew) Ghebret. & Thulin
59. Cucumis sumbensis (Pratami) comb. ined.
60. Cucumis thulinianus J. H. Kirkbr.
61. Cucumis umbellatus I. Telford
62. Cucumis variabilis P. Sebastian & I. Telford
63. Cucumis zambianus Widrl., J. H. Kirkbr., Ghebret. & K. R. Reitsma
64. Cucumis zeyheri Sond.